# Cubocephalus annectus
Cubocephalus annectus là một loài tò vò trong họ Ichneumonidae.